# Estación de Horta
Horta es una estación de la línea 5 del Metro de Barcelona situada en el barrio homónimo del distrito de Horta-Guinardó de Barcelona. Fue cabecera de línea hasta que se abrió la prolongación a Vall d'Hebron a por el barrio de El Carmelo el 30 de julio de 2010.

## Historia
La estación de Horta fue proyectada por primera vez en 1953, cuando el Ayuntamiento de Barcelona acordó la creación de una nueva línea de metro, bautizada inicialmente como Transversal Alto y luego renombrada Línea II. La nueva línea uniría la estación de Sagrera (actualmente La Sagrera), que venía dando servicio al Metropolitano Transversal (actual línea 1) con una nueva estación en la plaza de Ibiza del barrio de Horta.
La nueva línea fue construida en dos secciones: de Sagrera a Vilapiscina (actualmente Vilapicina) y de Vilapiscina a Horta. En 1956 el Ministerio de Obras Públicas dio luz verde a la construcción de este segundo tramo, adjudicado a la empresa Ferrocarril Metropolitano de Barcelona. Sin embargo, los trabajos no empezaron hasta el 20 de marzo de 1964. Seis meses después de haberse iniciado, el 27 de septiembre de 1964, las obras fueron oficialmente inauguradas por el alcalde de Barcelona, José María de Porcioles y el director general de Transportes Terrestres, Pascual Lorenzo Ochando. Finalmente, el 5 de octubre de 1967, entró en servicio esta prolongación. A la inauguración asistieron funcionarios de la V Jefatura Regional de la Dirección General de Transportes Terrestres del Ministerio de Obras Públicas y miembros del Ayuntamiento de Barcelona.
En junio de 1970, la Línea II quedó absorbida por la Línea V, que en 1982 adoptó la numeración arábiga y pasó a llamarse Línea 5. La estación de Horta funcionó como terminal de esta línea durante 43 años. Aunque en los planes de metros de los años 1960 y 1970 estaba prevista su prolongación hacía la Vall d'Hebron y La Teixonera, esta opción fue aparcada en los años 1980.
Finalmente, atendiendo a las largas demandas vecinales, el 29 de noviembre del 2000 la Generalidad de Cataluña aprobó la prolongación de la línea 5 de Horta hasta la Vall d'Hebron. Las obras se iniciaron dos años más tarde, el 10 de noviembre de 2002, pero se detuvieron en 2005 debido a hundimiento de parte del túnel durante su construcción. Tras dos años de parón, se reanudaron los trabajos, con un nuevo trazado. El 30 de julio de 2010 se inauguró el tramo Horta-Vall d'Hebron. El acto estuvo presidido por el alcalde de Barcelona, Jordi Hereu, el consejero de Política Territorial y Obras Públicas, Joaquim Nadal y el presidente de la Generalidad, José Montilla.

## Líneas
| << cabecera     | < estación | línea | estación > | cabecera >>   |
| --------------- | ---------- | ----- | ---------- | ------------- |
| Metro           |            |       |            |               |
| Cornellà Centre | Vilapicina |       | El Carmel  | Vall d'Hebron |